# Vojmsjölandet
Vojmsjölandet este o arie protejată (arie specială de conservare — SAC, sit de importanță comunitară — SCI) din Suedia întinsă pe o suprafață de 4.883,2 ha, integral pe uscat.

## Localizare
Centrul sitului Vojmsjölandet este situat la coordonatele 64°58′36″N 16°19′08″E / 64.9767°N 16.319°E.

## Înființare
Situl Vojmsjölandet a fost declarat sit de importanță comunitară în decembrie 1998 pentru a proteja 1 specie de animale. Situl a fost protejat și ca arie specială de conservare în decembrie 2009.

## Biodiversitate
Situată în ecoregiunile alpină și boreală, aria protejată conține 5 habitate naturale: Mlaștini turboase de tranziție și turbării mișcătoare, Lacuri și iazuri distrofice naturale, Cursuri de apă de la nivel de câmpie la nivel montan, cu vegetație Ranunculion fluitantis și Callitricho-Batrachion, Taiga vestică, Turbării Aapa.
La baza desemnării sitului se află o specie protejată de  mamifere: râs eurasiatic (Lynx lynx).